# Ђерђеи
Ђерђеи (итал. Gergei) је насеље у Италији у округу Каљари, региону Сардинија.
Према процени из 2011. у насељу је живело 1298 становника. Насеље се налази на надморској висини од 366 м.

## Становништво
| 1936. | 1951. | 1961. | 1971. | 1981. | 1991. | 2001. | 2011. |
| ----- | ----- | ----- | ----- | ----- | ----- | ----- | ----- |
| 1.925 | 2.292 | 2.208 | 1.975 | 1.745 | 1.587 | 1.457 | 1.298 |